# 박쥐 (소설)
《박쥐》(노르웨이어: Flaggermusmannen)은 요 네스뵈의 1997년 범죄 스릴러 소설이다. 그의 데뷔작이며, '형사 해리 홀레 시리즈'의 첫 작품이다. 노르웨이 출신의 형사 해리 홀레가 오스트레일리아에서 터진 연쇄 살인 사건을 수사하는 내용이다. 시리즈의 첫 번째 작품이나 해외 소개는 속편들보다 늦게 이루어졌다. 대한민국에는 2014년 비채에서 문희경 번역으로 출간되었다.